# Roger Cornforth
Roger George Warcup Cornforth (ur. 19 stycznia 1919 w Mosman, zm. 30 marca 1976 tamże) – australijski sportowiec, piłkarz wodny, olimpijczyk; rugbysta, reprezentant kraju; lekkoatleta, pływak i krykiecista; trener i działacz sportowy.
Podobnie jak Snowy Baker był wszechstronnym sportowcem. Uczęszczał do North Sydney Boys’ High School, gdzie uprawiał pływanie, lekkoatletykę, krykieta i rugby union. W drugiej połowie lat trzydziestych był juniorskim mistrzem stanu w płotkarskim biegu na 110 metrów, seniorskim mistrzem Australii w wyścigu na 200 metrów stylem klasycznym, stan reprezentował także w piłce wodnej i grał w krykieta w barwach Mosman.
Zaciągnął się do Australian Army w 1940 roku, a po upadku Singapuru dostał się do japońskiej niewoli i do końca wojny przebywał w obozie Changi. Obóz opuścił wycieńczony, jednak w ciągu kolejnych czterech lat odbudował tężyznę fizyczną osiągając 108 kilogramów wagi.
Na poziomie klubowym grał dla Northern Suburbs Rugby Club. Został wybrany do stanowej drużyny Nowej Południowej Walii, w której w latach 1947–1950 rozegrał dziesięć spotkań. W australijskiej reprezentacji zadebiutował testmeczem z All Blacks w czerwcu 1947 roku, po czym został pominięty w powołaniach na odbywającą się na przełomie roku wyprawę po północnej półkuli. Powrócił do kadry w roku 1949 i zaliczył siedem występów w towarzyskich meczach podczas tournée po Nowej Zelandii, a karierę reprezentacyjną zakończył testmeczem przeciwko British and Irish Lions w sierpniu 1950 roku. Po zakończeniu kariery zawodniczej był trenerem i działaczem w rodzinnym Mosman.
Przy braku powołań do reprezentacji rugby skoncentrował się na treningach piłki wodnej. Wraz z australijską reprezentacją uczestniczył w olimpijskim turnieju podczas Letnich Igrzysk Olimpijskich 1948.
Został członkiem New South Wales Hall of Champions, a jego nazwiskiem zostało nazwane wyróżnienie dla grającego fair play sportowca Norths Pirates Junior Rugby Union Club.